# Edward Anseele

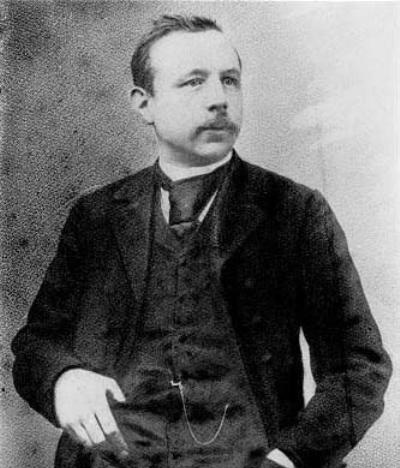
Edward Anseele

Eduardus Camillus (Edward) Anseele, född 26 juli 1856 i Gent, död 18 februari 1938, var en belgisk socialdemokratisk politiker.
Anseele var redaktör, först för Volkswil, senare för Vooruit – den senare tidningen uppkallad efter den av Anseele grundade stora konsumtionsföreningen Vooruit. Anseele invaldes i deputeradekammaren 1894 och tillhörde blockregeringar 1918–1921 som arbetsminister och 1925–1927 som järnvägsminister.